# 13062 Podarkes
13062 Podarkes è un asteroide troiano di Giove del campo greco. Scoperto nel 1991, presenta un'orbita caratterizzata da un semiasse maggiore pari a 5,1599970 UA e da un'eccentricità di 0,0095243, inclinata di 8,23073° rispetto all'eclittica.
L'asteroide è dedicato a Podarce che prese parte alla guerra di Troia con quaranta navi.